# Guangzhou International Women's Open 2016
Guangzhou International Women's Open 2016 — жіночий тенісний турнір, що проходив на відкритих кортах з твердим покриттям. Це був 13-й за ліком Guangzhou International Women's Open. Належав до категорії International у рамках Туру WTA 2016. Відбувся в Гуанчжоу (Китай). Тривав з 19 до 24 вересня 2016 року.

## Очки і призові
| Дисципліна       | П   | Ф   | ПФ  | ЧФ | 1/8 | 1/16 | Q   | Q2  | Q1  |
| Одиночний розряд | 280 | 180 | 110 | 60 | 30  | 1    | 18  | 12  | 1   |
| Парний розряд    | 280 | 180 | 110 | 60 | 1   | Н/Д  | Н/Д | Н/Д | Н/Д |

### Призові гроші
| Дисципліна       | П       | Ф       | ПФ      | ЧФ     | 1/8    | 1/161  | Q2     | Q1   |
| Одиночний розряд | $43,000 | $21,400 | $11,500 | $6,175 | $3,400 | $2,100 | $1,020 | $600 |
| Парний розряд *  | $12,300 | $6,400  | $3,435  | $1,820 | $960   | Н/Д    | Н/Д    | Н/Д  |

1 Кваліфаєри отримують і призові гроші 1/16 фіналу

* на пару

## Учасниці основної сітки в одиночному розряді

### Сіяні пари
| Країна     | Гравчиня          | Рейтинг1 | Сіяна |
| ---------- | ----------------- | -------- | ----- |
| Італія     | Сара Еррані       | 36       | 1     |
| Сербія     | Єлена Янкович     | 37       | 2     |
| Хорватія   | Ана Конюх         | 52       | 3     |
| США        | Крістіна Макгейл  | 53       | 4     |
| США        | Алісон Ріск       | 61       | 5     |
| Чорногорія | Данка Ковінич     | 63       | 6     |
| Чехія      | Катерина Сінякова | 65       | 7     |
| КНР        | Чжен Сайсай       | 70       | 8     |

- 1 Рейтинг подано станом на 12 вересня 2016.

### Інші учасниці
Нижче наведено учасниць, які отримали вайлдкард на участь в основній сітці:
- Пен Шуай
- Ван Яфань
- Сюй Шилінь

Нижче наведено гравчинь, які пробились в основну сітку через стадію кваліфікації:
- Людмила Кіченок
- Намігата Дзюнрі
- Анастасія Пивоварова
- Сопія Шапатава
- Сюнь Фан'їн
- Ю Сяоді

Такі тенісистки потрапили в основну сітку як a щасливий лузер:
- Крістіана Феррандо
- Ng Kwan-yau

### Відмовились від участі
До початку турніру
- Алізе Корне → її замінила  Дженніфер Брейді
- Ірина Фалконі → її замінила  Ольга Говорцова
- Каролін Гарсія → її замінила  Татьяна Марія
- Полона Герцог → її замінила  Ребекка Петерсон
- Сє Шувей → її замінила  Ng Kwan-yau
- Крістіна Макгейл → її замінила  Крістіана Феррандо
- Роберта Вінчі → її замінила  Єлизавета Кулічкова
- Чжан Кайлінь → її замінила  Хань Сіньюнь

## Учасниці основної сітки в парному розряді

### Сіяні пари
| Країна    | Гравчиня        | Країна    | Гравчиня      | Рейтинг1 | Сіяна |
| --------- | --------------- | --------- | ------------- | -------- | ----- |
| Аргентина | Марія Ірігоєн   | Німеччина | Татьяна Марія | 111      | 1     |
| Україна   | Людмила Кіченок | Україна   | Надія Кіченок | 132      | 2     |
| Швейцарія | Мартіна Хінгіс  | Сербія    | Єлена Янкович | 151      | 3     |
| США       | Ейжа Мугаммад   | КНР       | Пен Шуай      | 177      | 4     |

- 1 Рейтинг подано станом на 12 вересня 2016.

Нижче наведено пари, які отримали вайлдкард на участь в основній сітці:
- Ольга Говорцова /  Віра Лапко
- Ng Kwan-yau /  Чжен Сайсай

## Переможниці та фіналістки

### Одиночний розряд
- Леся Цуренко —  Єлена Янкович, 6–4, 3–6, 6–4

### Парний розряд
- Ейжа Мугаммад /  Пен Шуай —  Ольга Говорцова /  Віра Лапко, 6–2, 7–6(7–3)